# Ganglbaueria richteri
Ganglbaueria richteri es una especie de coleóptero de la familia Oedemeridae.

## Distribución geográfica
Habita en Irán.